# 吉川真
吉川 真（よしかわ まこと、1962年2月6日 - ）は、日本の理学博士。宇宙航空研究開発機構 (JAXA) ／宇宙科学研究所 (ISAS) 宇宙機応用工学研究系准教授。小惑星探査機はやぶさ2のミッションマネージャを務める。

## 経歴
栃木県栃木市出身。栃木県立栃木高等学校を卒業した後東京大学理学部天文学科に進学。1989年、東京大学大学院理学系研究科博士課程修了後、通信総合研究所に就職し、人工衛星やスペースデブリなどの軌道を研究。宇宙科学研究所へ異動後は、火星探査機のぞみ、小惑星探査機はやぶさ、電波天文衛星はるかの軌道決定に携わる。2016年より宇宙科学研究所准教授。
2018年には、英国の科学誌『Nature』のその年の科学界を代表する10人を選ぶ「今年の10人」に選出された。理由としては、「小惑星ハンター」（Asteroid hunter）というニックネームを添え、「はやぶさ2」をはじめとする、小惑星の研究における実績を挙げている。
天体の地球衝突問題（スペースガード）にも取り組んでおり、特定非営利活動法人日本スペースガード協会設立時には副理事長を務めた。また、天文宇宙検定の問題の監修など、天文教育のアウトリーチ活動にも携わっている。
小惑星(6093)「まこと」は、彼にちなんで命名された。

## 出版物

### 監修
- 吉川真 編『よくわかる宇宙のしくみ』ナツメ社〈図解雑学〉、2006年8月。ISBN 978-4816341762。
- 吉川真 編『おかえりなさい はやぶさ 2592日の宇宙航海』講談社、2011年12月22日。ISBN 978-4061324954。
- 三品隆司 著、吉川真 編『調べる学習百科 月を知る!』岩崎書店、2017年7月29日。ISBN 9784265084425。
- 吉川真 編『わくわく小惑星ずかん』恒星社厚生閣、2020年。

### 訳書
- S. Lowe、C. North 著、吉川真 訳『COSMOS-インフォグラフィックスでみる宇宙』丸善出版、2016年12月11日。ISBN 9784621300725。